# Эйткен, Джина
Джи́на Клэр Э́йткен (англ. Gina Clare Aitken; род. 17 ноября 1993, Пейсли, Стратклайд) — шотландская кёрлингистка, скип и четвёртый в команде Великобритании на зимней Универсиаде 2017, в составе разных сборных Шотландии участница чемпионатов мира и Европы.
Играет на позициях третьего и четвёртого. Несколько сезонов была скипом команды.

## Достижения
- Чемпионат Европы по кёрлингу: бронза (2022).
- Чемпионат Шотландии по кёрлингу среди женщин: серебро (2024), бронза (2015, 2018, 2022, 2023).
- Чемпионат Шотландии по кёрлингу среди смешанных команд: бронза (2016).
- Чемпионат Шотландии по кёрлингу среди смешанных пар: золото (2012, 2013, 2015, 2016, 2018), серебро (2020), бронза (2014, 2023, 2024).
- Чемпионат мира по кёрлингу среди юниоров: серебро (2015).
- Чемпионат Шотландии по кёрлингу среди юниоров: золото (2013, 2014, 2015).

## Команды
| Сезон                                                           | Четвёртый        | Третий          | Второй          | Первый         | Запасной                                                                      | Турниры                                 |
| --------------------------------------------------------------- | ---------------- | --------------- | --------------- | -------------- | ----------------------------------------------------------------------------- | --------------------------------------- |
| 2011—12                                                         | Джина Эйткен     | Кэти Ричардсон  | Ровена Керр     | Рэйчел Ханнен  |                                                                               | ЧШЖ 2012 (8 место)                      |
| 2012—13                                                         | Джина Эйткен     | Кэти Ричардсон  | Ровена Керр     | Фиона Телфер   |                                                                               | ЧШЮ 2013 · ЧШЖ 2013 (7 место)           |
| 2013—14                                                         | Джина Эйткен     | Наоми Браун     | Ровена Керр     | Рэйчел Ханнен  | Мхайри Бэйрд (ЧМЮ) тренер: Дэвид Эйткен                                       | ЧШЮ 2014 · ЧМЮ 2014 (8 место)           |
| 2013—14                                                         | Джина Эйткен     | Наоми Браун     | Ровена Керр     | Кэти Ричардсон |                                                                               | ЧШЖ 2014 (5 место)                      |
| 2014—15                                                         | Джина Эйткен     | Наоми Браун     | Ровена Керр     | Рэйчел Ханнен  | Карина Эйткен (ЧМЮ)                                                           | ЧШЮ 2015 · ЧШЖ 2015 · ЧМЮ 2015          |
| 2015—16                                                         | Джина Эйткен     | Ровена Керр     | Лора Ритчи      | Хизер Мортон   |                                                                               | ЧШЖ 2016 (7 место)                      |
| 2017                                                            | Джина Эйткен     | Ровена Керр     | Рэйчел Холлидей | Рэйчел Ханнен  | Ангарад Уорд (ЗУ)                                                             | ЗУ 2017 (5 место) ЧШЖ 2017 (6 место)    |
| 2017—18                                                         | Клэр Хэмилтон    | Джина Эйткен    | Рэйчел Холлидей | Рэйчел Ханнен  |                                                                               | ЧШЖ 2018                                |
| 2021—22                                                         | Ребекка Моррисон | Джина Эйткен    | Софи Синклер    | Софи Джексон   | Фэй Хендерсон (ЧМ), Бет Фармер (ЧМ) тренер: Нэнси Смит                        | ЧШЖ 2022 · ЧМ 2022 (DNF)                |
| 2022—23                                                         | Ребекка Моррисон | Джина Эйткен    | Софи Синклер    | Софи Джексон   | Хейли Дафф (ЧЕ), Дженнифер Доддс (ЧМ) тренеры: Нэнси Смит, Грег Драммонд (ЧМ) | ЧЕ 2022 · ЧШЖ 2023 · ЧМ 2023 (12 место) |
| 2023—24                                                         | Ребекка Моррисон | Дженнифер Доддс | Джина Эйткен    | Софи Джексон   | Софи Синклер тренер: Росс Патерсон                                            | ЧЕ 2023 (5 место)                       |
| 2023—24                                                         | Ребекка Моррисон | Дженнифер Доддс | Софи Синклер    | Джина Эйткен   | Софи Джексон тренер: Росс Патерсон                                            | ЧШЖ 2024                                |
| 2023—24                                                         | Ребекка Моррисон | Дженнифер Доддс | Софи Синклер    | Софи Джексон   | Джина Эйткен тренер: Росс Патерсон                                            | ЧМ 2024 (8 место)                       |
| Кёрлинг среди смешанных команд (mixed curling, микст)           |                  |                 |                 |                |                                                                               |                                         |
| 2015                                                            | Брюс Моуэт       | Джина Эйткен    | Марк Манро      | Рэйчел Ханнен  |                                                                               | ЧШСК 2015 (7 место)                     |
| 2016                                                            | Брюс Моуэт       | Джина Эйткен    | Марк Манро      | Рэйчел Ханнен  |                                                                               | ЧШСК 2016                               |
| Кёрлинг среди смешанных пар (mixed doubles curling, дабл-микст) |                  |                 |                 |                |                                                                               |                                         |
| 2012—13                                                         | Брюс Моуэт       | Джина Эйткен    |                 |                | тренер: Дэвид Эйткен (ЧМСП)                                                   | ЧШСП 2012 · ЧМСП 2013 (7 место)         |
| 2013—14                                                         | Брюс Моуэт       | Джина Эйткен    |                 |                | тренер: Дэвид Эйткен (ЧМСП)                                                   | ЧШСП 2013 · ЧМСП 2014 (9 место)         |
| 2014—15                                                         | Брюс Моуэт       | Джина Эйткен    |                 |                |                                                                               | ЧШСП 2014                               |
| 2015—16                                                         | Брюс Моуэт       | Джина Эйткен    |                 |                | тренер: Дэвид Эйткен (ЧМСП)                                                   | ЧШСП 2015 · ЧМСП 2016 (4 место)         |
| 2016—17                                                         | Брюс Моуэт       | Джина Эйткен    |                 |                | тренер: Дэвид Эйткен (ЧМСП)                                                   | ЧШСП 2016 · ЧМСП 2017 (11 место)        |
| 2017—18                                                         | Брюс Моуэт       | Джина Эйткен    |                 |                |                                                                               | ЧШСП 2017 (5 место)                     |
| 2018—19                                                         | Скотт Эндрюс     | Джина Эйткен    |                 |                | тренер: Нэнси Смит (ЧМСП)                                                     | ЧШСП 2018 · ЧМСП 2019 (9 место)         |
| 2019—20                                                         | Джина Эйткен     | Скотт Эндрюс    |                 |                |                                                                               | ЧШСП 2020                               |
| 2021—22                                                         | Джина Эйткен     | Юан Кайл        |                 |                |                                                                               | ЧШСП 2022 (5 место)                     |
| 2022—23                                                         | Джина Эйткен     | Грант Харди     |                 |                |                                                                               | ЧШСП 2023                               |
| 2023—24                                                         | Джина Эйткен     | Грант Харди     |                 |                |                                                                               | ЧШСП 2024                               |

(скипы выделены полужирным шрифтом)

## Частная жизнь
Из семьи кёрлингистов. Отец Дэвид Эйткен, также часто тренер команды Джины, был чемпионом мира среди юниоров 1986. Одна из сестёр, Карина (англ. Karina Aitken), была запасной команды Шотландии на чемпионате мира среди юниоров 2015; другая сестра, Тэйша (англ. Tasha Aitken), была чемпионкой Шотландии среди юниоров 2010. Мать, Морна (англ. Morna Aitken), выигрывала престижный турнир Henderson Bishop. Примечательно, что в полуфинале чемпионата Шотландии среди смешанных пар 2016 Джина Эйткен и Брюс Моуэт, которые в итоге стали чемпионами, играли против пары Эйткен/Эйткен, состоящей из Дэвида и её сестры Карины (а когда Карина в один из дней чемпионата почувствовала себя плохо, то её заменила мама Морна).
Начала заниматься кёрлингом в 7 лет.
Студентка Университета Глазго.